# Drapeau de la république des Komis
Le drapeau de la république des Komis est l’un des symboles de la république des Komis, l’une des républiques de Russie. Il a été adopté en 1991 et modifié en 1997.

## Description
La loi de la république des Komis relative à son drapeau national le définit ainsi :

« Le drapeau national de la république des Komis se présente sous la forme d’une étoffe rectangulaire constituée de trois bandes horizontales, de haut en bas bleue, verte et blanche, chacune ayant une largeur égale à un tiers de la largeur du drapeau. Le rapport entre la largeur du drapeau et sa longueur est 2:3. »

Le drapeau utilisé entre 1991 et 1997

Entre le 27 novembre 1991 et le 17 décembre 1997, le drapeau avait des proportions de 1:2.